# Hardtner (Kansas)
Hardtner es una ciudad ubicada en el de condado de Barber en el estado estadounidense de Kansas. En el año 2010 tenía una población de 172 habitantes y una densidad poblacional de 215 personas por km².

## Geografía
Hardtner se encuentra ubicada en las coordenadas 37°0′48″N 98°38′56″O / 37.01333, -98.64889 (37.013263, -98.648775).

## Demografía
Según la Oficina del Censo en 2000 los ingresos medios por hogar en la localidad eran de $31,875 y los ingresos medios por familia eran $34,038. Los hombres tenían unos ingresos medios de $27,083 frente a los $19,583 para las mujeres. La renta per cápita para la localidad era de $18,390. Alrededor del 7.5% de la población estaban por debajo del umbral de pobreza.